# Vatikánské nakladatelství a knihkupectví
Vatikánské nakladatelství a knihkupectví (italsky Libreria Editrice Vaticana; latinsky Officina libraria editoria Vaticana; LEV) je nakladatelství založené Svatým stolcem v roce 1926. Je zodpovědné za vydávání oficiálních dokumentů římskokatolické církve, včetně papežských bul a encyklik. 27. června 2015 papež František rozhodl, že Vatikánské nakladatelství bude nakonec začleněno do nově zřízeného Dikasteria pro komunikaci v Římské kurii.

## Historie
Vznik Libreria Editrice Vaticana je spojen se založením Vatikánské tiskárny (Tipografia Vaticana) dne 27. dubna 1587 papežem Sixtem V. Skutečný rozvoj nakladatelské činnosti LEV je však třeba spatřovat v rozsáhlých snahách o modernizaci vatikánské struktury, které začaly za pontifikátu Pia XI., v roce 1926, kdy byla prodejní kancelář oddělena od tiskárny a stala se novým a samostatným subjektem pověřeným prodejem knih vydávaných Svatým stolcem. Za pontifikátu Pavla VI. ji v letech 1975–1985 řídil umělecký vydavatel Brenno Bucciarelli. V průběhu let se LEV stále více organizoval a dnes je uznáván jako oficiální nakladatelství Svatého stolce s vlastním statutem a předpisy schválenými vatikánským státním sekretariátem.
Zvláště rozhodující krok ke kvalifikovanějšímu edičnímu rozměru LEV se odehrál se zvolením papeže Jana Pavla II. v roce 1978, kdy bylo nakladatelství pověřeno správou nejen tradičních textů Magisteria a Svatého stolce, ale také spisů Karola Wojtyly, jehož díla byla mimo Polsko málo známá. Během několika let se tak LEV ocitl v centru žádostí z celého světa o povolení vydávat tituly Wojtyly i Jana Pavla II.
Dalším významným krokem vpřed je dekret státního sekretáře kardinála Angela Sodana z 31. května 2005, který potvrdil a oficiálně schválil postoupení všech autorských práv na papežské texty vatikánskému nakladatelství. K tomu se přidala, stejně jako v případě kardinála Wojtyly, výhradní správa autorských práv na spisy Benedikta XVI., včetně těch, které napsal sám papež před svým nástupem na Petrův stolec.
Od 1. července 2007 do 30. června 2017 vedl nakladatelství salesián P. Giuseppe Costa, než bylo nakladatelství včleněno pod správu Dikasteria pro komunikaci.

## Činnost
Vedle vydávání knih, které je hlavním přínosem nakladatelství, se rozvíjely i jeho další struktury, které v současnosti tvoří redakce, kancelář pro správu práv, obchodní kancelář, administrativní kancelář, tisková kancelář a kancelář časopisu.
Hlavní kanceláře nakladatelství se nacházejí na Via della Posta v severní části Vatikánu, ale postupem času byla otevřena také tři prodejní místa pro veřejnost: Libreria Internazionale Giovanni Paolo II., otevřená v roce 1983 a umístěná na Svatopetrském náměstí v Braccio di Carlo Magno, Libreria Internazionale Paolo VI., otevřená v červnu 2008 a umístěná na Via di Propaganda, a konečně Libreria Internazionale Benedetto XVI., otevřená v listopadu 2008 a umístěná na Piazza Pio XII.